# Ernest Pohl
Ernest Pohl (Ernst Pol; Ruda Śląska 1932. november 3. – Hausach, 1995. szeptember 12.) lengyel labdarúgó. A lengyelországi Rudában (ma Ruda Śląska) született, és a németországi Hausachban halt meg.

## Pályafutása
Pohl 46 nemzetközi mérkőzésen 39 gólt szerzett a lengyel labdarúgó-válogatottban, és a mai napig a lengyel első osztály legeredményesebb góllövője 186 góljával
1948 és 1952 között a Slavia Ruda Śląskában, 1952-től 1953-ig az Orzeł Łódźban játszott. 1953 és 1956 között a KP Legia Warszawában szerepelt. Legtovább (1957-től 1967-ig) a Górnik Zabrzében játszott.
Az 1960-as római nyári olimpián a Tunézia ellen 6–1-re megnyert találkozón öt gólt szerzett.
A berlini fal leomlását és a német újraegyesítést követően 1990-től Németországban élt, ahová a felesége és a lányai korábban költöztek.

## Névváltozatok
A Pohl család német vezetéknevét 1952-ben Pol-ra változtatták a kommunista Lengyelországban elterjedt nevek polonizálása következtében. Amikor Németországba költözött, visszatért az eredeti nevének használatához.

## Emlékezete
2005-ben a Górnik Zabrze stadionját róla nevezték el.

## Statisztika

### A lengyel válogatottban
| Válogatott    | Év       | Mérk. | Gólok |
| ------------- | -------- | ----- | ----- |
| Lengyelország | 1955     | 1     | 0     |
| Lengyelország | 1956     | 6     | 6     |
| Lengyelország | 1957     | 2     | 0     |
| Lengyelország | 1958     | 1     | 2     |
| Lengyelország | 1959     | 8     | 8     |
| Lengyelország | 1960     | 7     | 8     |
| Lengyelország | 1961     | 5     | 6     |
| Lengyelország | 1962     | 4     | 1     |
| Lengyelország | 1963     | 0     | 0     |
| Lengyelország | 1964     | 4     | 5     |
| Lengyelország | 1965     | 8     | 3     |
| Összesen      | Összesen | 46    | 39    |

## Sikerei, díjai

### Klubcsapatokkal
Legia Warszawa
- Ekstraklasa (2): 1955, 1956
- Lengyel kupa (1): 1954–55

 Górnik Zabrze
- Ekstraklasa (8): 1957, 1959, 1961, 62–63, 1963–64, 1964–65, 1965–66, 1966–67
- Lengyel kupa (1): 1964–65

### Egyéni
- Az év labdarúgója (3): 1959, 1961, 1964
- Az Ekstraklasa gólkirálya (3): 1954 (Henryk Kempnyvel), 1959 (Jan Liberdával), 1961

## Fordítás
- Ez a szócikk részben vagy egészben  az   Ernest Pohl című angol Wikipédia-szócikk ezen változatának fordításán alapul.  Az eredeti cikk szerkesztőit annak laptörténete sorolja fel. Ez a jelzés csupán a megfogalmazás eredetét és a szerzői jogokat jelzi, nem szolgál a cikkben szereplő információk forrásmegjelöléseként.